# Biały terror (Tajwan)
Biały Terror był politycznym represjonowaniem tajwańskich cywilów pod rządami Kuomintangu. Powszechnie uważa się, że okres Białego Terroru rozpoczął się wraz z ogłoszeniem stanu wojennego na Tajwanie w dniu 19 maja 1949 r., co było możliwe dzięki Tymczasowym Przepisom przeciwko Rebelii Komunistycznej z 1948 r., a zakończył się w dniu 21 września 1992 r. wraz z uchyleniem art. 100 kodeksu karnego, umożliwiającego ściganie działalności "antypaństwowej". Przepisy tymczasowe zostały uchylone rok wcześniej, 22 kwietnia 1991 roku, a stan wojenny został zniesiony 15 lipca 1987 roku.
Okres Białego Terroru zasadniczo nie obejmuje incydentu z 28 lutego 1947 r., w którym KMT zabił co najmniej 18 000 tajwańskich cywilów w odpowiedzi na powstanie ludowe, a także dokonał doraźnej egzekucji wielu lokalnych elit politycznych i intelektualnych. Oba te wydarzenia są często omawiane w tandemie, ponieważ był to katalizator, który zmotywował KMT do rozpoczęcia Białego Terroru. Stan wojenny został ogłoszony i zniesiony dwukrotnie podczas incydentu z 28 lutego.

## Okres
Powszechnie uważa się, że Biały Terror rozpoczął się wraz z ogłoszeniem stanu wojennego w dniu 19 maja 1949 roku. Jako datę jego zakończenia niektóre źródła podają zniesienie stanu wojennego w dniu 15 lipca 1987 r., podczas gdy inne powołują się na uchylenie art. 100 kodeksu karnego w dniu 21 września 1992 r., który zezwalał na prześladowanie ludzi za działalność "antypaństwową". W momencie jego zniesienia stan wojenny oficjalnie trwał prawie cztery dekady, co było najdłuższym okresem stanu wojennego na świecie. Obecnie jest on drugim pod względem długości trwania, po 48-letnim okresie stanu wojennego w Syrii, który trwał od 1963 do 2011 roku.
Kuomitang w większości uwięził tajwańską elitę intelektualną i społeczną w obawie, że mogliby sprzeciwić się rządom KMT lub sympatyzować z komunizmem i separatyzmem. Na przykład Taiwan Zaijiefang Lianmeng była tajwańską grupą niepodległościową założoną w 1947 roku, którą KMT uważał za znajdującą się pod kontrolą komunistów, co doprowadziło do aresztowania jej członków w 1950 roku. Taiwan Duli Jianguo Lianmeng była prześladowana z podobnych powodów. Jednak inne oskarżenia nie miały tak jasnego uzasadnienia, jak w 1968 r., kiedy Bo Yang został uwięziony za dobór słów w tłumaczeniu komiksu Popeye. Wiele innych ofiar Białego Terroru było Chińczykami z Chin kontynentalnych, z których wielu zawdzięczało swoją ewakuację na Tajwan KMT.
Wiele ofiar Białego Terroru, takich jak Bo Yang i Li Ao, zaczęło promować demokratyzację Tajwanu i reformy Kuomintangu. W 1969 roku przyszły prezydent Lee Teng-hui został zatrzymany i przesłuchiwany przez ponad tydzień przez Dowództwo Garnizonu Tajwanu, które zażądało informacji o jego "działalności komunistycznej" i powiedziało mu: "Zabicie cię w tej chwili jest tak łatwe, jak zmiażdżenie mrówki". Trzy lata później został zaproszony do gabinetu Chiang Ching-kuo.
Strach przed dyskusją na temat Białego Terroru i Incydentu z 28 lutego stopniowo zmniejszał się wraz ze zniesieniem stanu wojennego po masakrze w Lieyu w 1987 r., czego kulminacją było ustanowienie oficjalnego publicznego pomnika i przeprosiny prezydenta Lee Teng-hui w 1995 r. W 2008 roku prezydent Ma Ying-jeou wygłosił przemówienie upamiętniające Biały Terror w Tajpej. Ma przeprosił ofiary i członków ich rodzin w imieniu rządu i wyraził nadzieję, że Tajwan nigdy więcej nie doświadczy podobnej tragedii.

## Ofiary

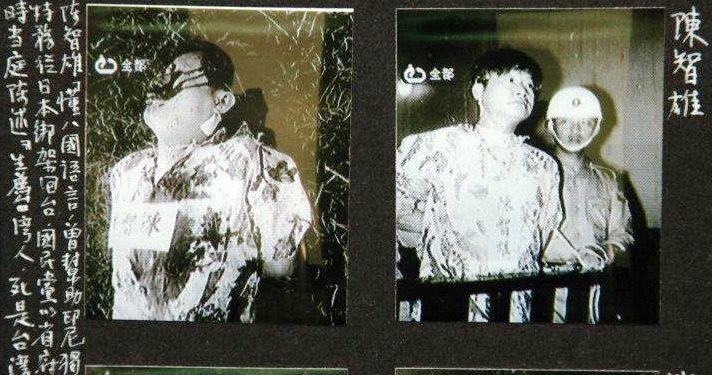
Tajwański dysydent polityczny Chen Chih-hsiung po i przed egzekucją

Około 140 000 Tajwańczyków zostało w tym okresie uwięzionych i poddanych surowemu traktowaniu, a wielu z nich pośrednio zmarło lub cierpiało z powodu różnych problemów zdrowotnych. Około 3000 do 4000 zostało bezpośrednio straconych za ich rzeczywisty lub domniemany sprzeciw wobec rządu Czang Kaj-szeka z KMT. Większość ofiar Białego Terroru stanowili mężczyźni, jednak wiele kobiet było torturowanych i/lub straconych.